# تجزیه کمی
در شیمی تجزیه، تجزیه کمی تعیین فراوانی مطلق یا نسبی (غالباً به عنوان غلظت بیان شده) از یک، چند یا تمام ماده خاص موجود در یک نمونه است.

## مواد و روش‌ها
هنگامی که وجود برخی از مواد در یک نمونه مشخص شد، مطالعه فراوانی مطلق یا نسبی آنها می‌تواند در تعیین خصوصیات خاص کمک کند. دانستن ترکیب یک نمونه بسیار مهم است و روشهای مختلفی برای امکانپذیر شدن ساخته شده‌است، مانند گرانسنج و تیتراسیون. گراویمتری از داده‌های دقیق تری نسبت به ترکیب نمونه نسبت به آنالیز حجمی یا تیتراسیون بهره می‌برد، اما همچنین زمان بیشتری برای انجام آزمایشگاه دارد. از طرف دیگر، تیتراسیون زمان زیادی را نمی‌برد و می‌تواند نتایج مطلوبی را به بار آورد.

## کمی در مقابل کیفی
اصطلاح «تجزیه کمی» اغلب در مقایسه (یا تضاد) با «تجزیه کیفی» استفاده می‌شود، که به دنبال اطلاعاتی در مورد هویت یا شکل ماده موجود است. به عنوان مثال، به یک شیمیدان ممکن است یک نمونه جامد ناشناخته داده شود. آنها از تکنیک‌های «کیفی» (شاید طیف‌سنجی NMR یا IR) برای شناسایی ترکیبات موجود استفاده می‌کنند و سپس از تکنیک‌های کمی برای تعیین مقدار هر ترکیب در نمونه استفاده می‌کنند. روشهای دقیق برای تشخیص حضور یونهای فلزی مختلف توسعه یافته‌است، اگرچه آنها به‌طور عمده توسط ابزارهای مدرن جایگزین شده‌اند. اینها به‌طور جمعی به عنوان تجزیه معدنی کیفی شناخته می‌شوند. آزمایش‌های مشابه برای شناسایی ترکیبات آلی (با آزمایش برای گروه عاملی مختلف) نیز شناخته شده‌است.